# Witold Liliental

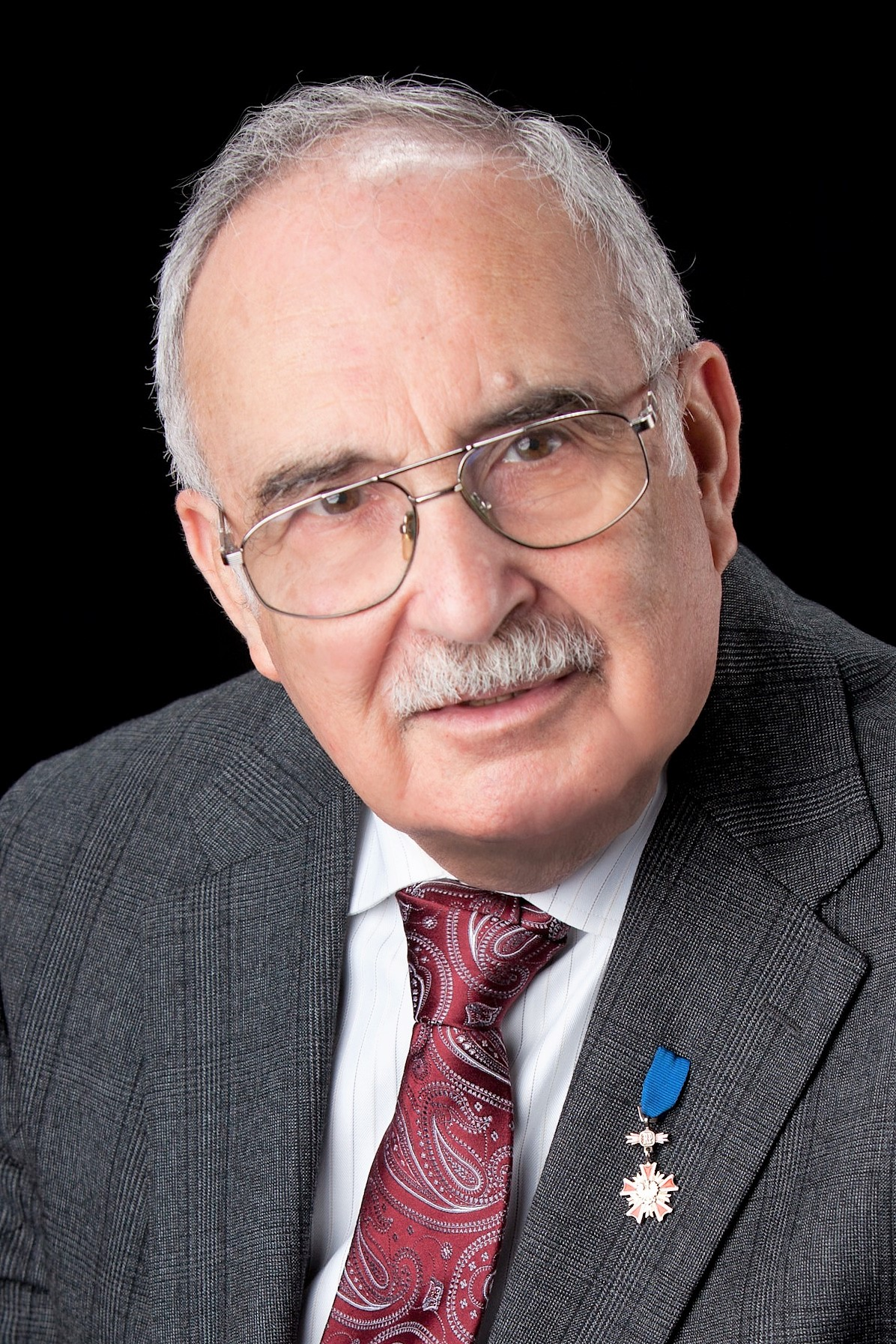
Witold Liliental

Witold Liliental (ur. 20.01.1939 w Warszawie) – doktor nauk technicznych (inżynier metalurg), działacz polonijny, felietonista i współpracownik Stowarzyszenia „Nigdy Więcej”. 

## Życiorys
Urodził się w Warszawie kilka miesięcy przed wybuchem II wojny światowej, w katolickiej i zasymilowanej rodzinie pochodzenia żydowskiego. Został ochrzczony w kwietniu 1939 w kościele św. Michała Archanioła na Mokotowie. Jego ojcem był Antoni Tadeusz Liliental, inżynier, absolwent (na Wydziale Chemii) i pracownik (w Instytucie Metalurgii) Politechniki Warszawskiej. Rodzicami Antoniego Tadeusza byli Natan (Nuchim) Liliental i Regina (Gitla) Liliental z domu Eiger, etnografka, potomkini talmudysty Akiwy Egera. Jego starszą siostrą była matematyczka i artystka Stanisława Nikodym, żona Ottona, pierwsza kobieta w Polsce z doktoratem z matematyki (1925). W 1939, jako podporucznik rezerwy, Liliental uczestniczył w kampanii wrześniowej i został zamordowany w Katyniu.,,
Matka Witolda Lilientala, Stefania z domu Gleichgewicht, absolwentka filologii klasycznej na Uniwersytecie Warszawskim, była nauczycielką łaciny a później także francuskiego i angielskiego,. Po wybuchu wojny i utworzeniu getta wraz z synem pozostała po aryjskiej stronie, używając fałszywych dokumentów jako Adela Stasiewicz. Lilientalowie zamieszkali w podwarszawskich Włochach wraz z nianią małego Witolda, "Gieniusią", która udawała jego prawdziwą matkę (sama Stefania vel. Adela uchodziła oficjalnie za jego ciotkę, matkę chrzestną). Stefania Liliental vel. Adela Stasiewicz w czasie okupacji była zaangażowana w tajne nauczanie. Współpracowała m.in. z zaangażowanym w konspirację przedsiębiorcą-browarnikiem Aleksandrem Schiele, prowadząc w latach 1943-44 lekcje i znajdując wraz z Witoldem schronienie w jego willi „Ustronie” w Konstancinie.,,,
W 1949 r., po czterech latach starań o paszport, razem z matką wyjechał do ówczesnej Unii Południowej Afryki (obecnie Republika Południowej Afryki), gdzie od czasów przedwojennych mieszkała rodzina ojca Witolda. W kraju tym, gdzie wówczas panował apartheid, Liliental po raz pierwszy zaangażował się w działalność antyrasistowską. 
W 1959 r. wraz z falą repatriacji po tzw. „Polskim Październiku” powrócił wraz z matką do Polski. Ukończył Politechnikę Warszawską na Wydziale Mechanicznym Technologicznym, po czym przez 52 lata był pracownikiem naukowo-badawczym w swojej specjalności, kolejno w Polsce, Stanach Zjednoczonych i w Kanadzie. Jest autorem i współautorem kilkudziesięciu publikacji naukowo-technicznych, jak również dwóch norm technologicznych, obowiązujących w przemyśle lotniczym. 
W 1981 r. podczas wizyty w Arizonie, na skutek stanu wojennego w Polsce, zdecydował się na pozostanie w Stanach Zjednoczonych, gdzie pracował w swoim zawodzie w przemyśle. W 1992 r. przeniósł się do Kanady, gdzie przyjął ofertę stanowiska w firmie naukowo-badawczej.
Na emigracji organizował widowiska i słuchowiska radiowe przybliżające polską historię i tradycję, a także był zapraszany do polonijnych szkół i Konsulatów RP w Montrealu i w Toronto z wykładami i prelekcjami.
Jest autorem artykułów i felietonów zamieszczanych w torontońskiej gazecie polonijnej „Gazeta”, „Angorze” i „Gazecie Wyborczej”, jego publikacje ukazywały się także w kwartalniku historycznym „Karta”.
Od wielu lat współpracuje ze Stowarzyszeniem „Nigdy Więcej”. Jest współtwórcą  kroniki rasizmu i ksenofobii „Brunatna Księga”, a także autorem artykułów publikowanych w e-zinie „Nigdy Więcej”. W swoich tekstach poruszał problematykę prześladowań rdzennej ludności w Kanadzie, szturmu na waszyngtoński Kapitol czy rasizmu w RPA,,. 
Z pierwszą żoną, Zuzanną Tokarewicz (ur. 1942), ma dwie córki, w tym aktorkę Dorotę Liliental.
Od grudnia 1982 żonaty z Teresą, z d. Izdebską. W książce „Dwa Światy” Witold Liliental napisał: „Od ponad czterdziestu lat mam tę samą żonę, która wspiera mnie w przedsięwzięciach społecznych. Jakkolwiek nie ma ona korzeni żydowskich, a przynajmniej o żadnych takich nie wie, na przejawy antysemityzmu reaguje bardziej emocjonalnie niż ja sam”.

## Odznaczenia
Za całokształt działalności społecznej odznaczony Krzyżem Kawalerskim Orderu Zasługi Rzeczypospolitej (2000), medalem „Pro Memoria” (2007), odznaką „Zasłużony dla Kultury Polskiej” (2012) oraz Medalem Honorowym im. T. Sendzimira za osiągnięcia zawodowe (2015),,,. 

## Wybrane publikacje
- Polska jest dla wszystkich, dla mnie też, Wyd. Austeria, Kraków 2013
- Dwa światy, Wyd. Austeria, Kraków 2025.